# Lista de representantes da Áustria ao Oscar de melhor filme internacional

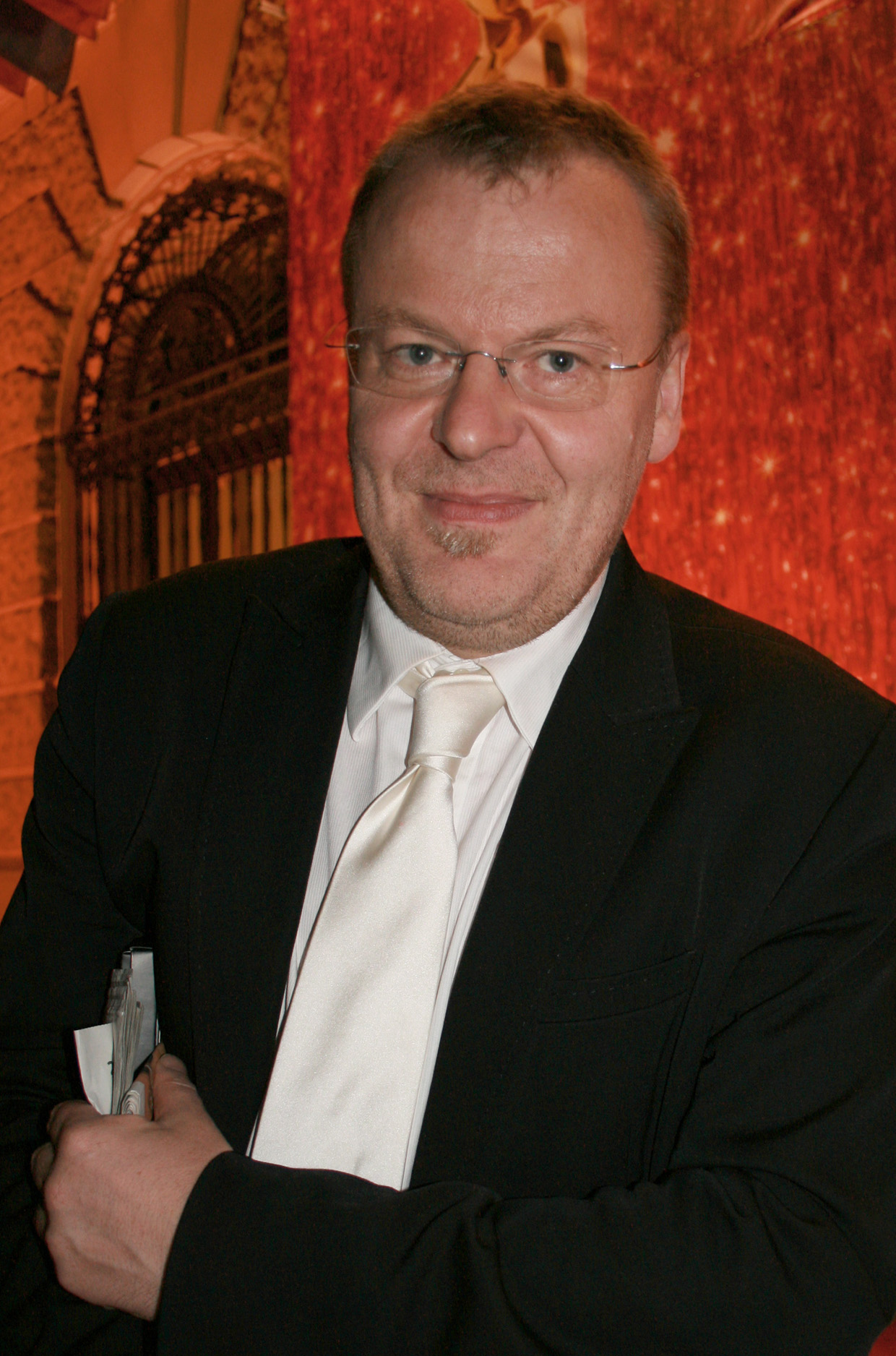
Diretor Stefan Ruzowitzky, que venceu o Oscar de Melhor Filme Internacional com o filme Die Fälscher.

A Áustria tem enviado filmes ao Oscar de melhor filme internacional desde 1961. A premiação é entregue anualmente pela Academia de Artes e Ciências Cinematográficas dos Estados Unidos a um longa-metragem produzido fora dos Estados Unidos que contenha diálogo majoritariamente em qualquer idioma, menos em inglês.
Quatro filmes austríacos foram indicados ao Oscar de Melhor Filme Internacional, tendo dois vencido o prêmio: Die Fälscher, de Stefan Ruzowitzky, e Amour, de Michael Haneke.

## Filmes
A Academia de Artes e Ciências Cinematográficas convida as indústrias cinematográficas de vários países a enviar seus melhores filmes para o Oscar de Melhor Filme Internacional desde 1956. O Comitê de Filmes Internacionais dirige o processo e revê todos os filmes enviados. Depois disso, eles votam via voto secreto para determinar os cinco indicados para o prêmio. Antes da premiação ser criada, o Conselho de Governadores da Academia votava em um filme todo ano que era considerado o melhor filme de língua estrangeira lançado nos Estados Unidos e não havia enviados.
A maioria das inscrições austríacas foram principalmente em alemão. As inscrições de 2001 e 2005 foram filmadas em francês e dubladas em alemão quando foram indicadas para análise da Academia, além de outras exceções.
| Ano (Cerimônia) | Título original                              | Título em português         | Diretor(a)                      | Resultado       |
| --------------- | -------------------------------------------- | --------------------------- | ------------------------------- | --------------- |
| 1961 (34ª)      | Jedermann                                    |                             | Gottfried Reinhardt             | Não indicado    |
| 1969 (42ª)      | Moos auf den Steinen                         |                             | Georg Lhotsky                   | Não indicado    |
| 1977 (50ª)      | Ich will leben                               |                             | Jörg A. Eggers                  | Não indicado    |
| 1979 (52ª)      | Geschichten aus dem Wienerwald               | Contos dos Bosques de Viena | Maximilian Schell               | Não indicado    |
| 1980 (53ª)      | Egon Schiele – Exzesse                       | Excesso e Punição           | Herbert Vesely                  | Não indicado    |
| 1981 (54ª)      | Der Bockerer                                 |                             | Franz Antel                     | Não indicado    |
| 1983 (56ª)      | Die Letzte Runde                             |                             | Peter Patzak                    | Não indicado    |
| 1984 (57ª)      | Dicht hinter der Tür                         |                             | Mansur Madavi                   | Não indicado    |
| 1985 (58ª)      | Malambo                                      |                             | Milan Dor                       | Não indicado    |
| 1986 (59ª)      | 38 – Auch das war Wien                       |                             | Wolfgang Glück                  | Indicado        |
| 1987 (60ª)      | Wohin und zurück - Teil 3: Welcome in Vienna |                             | Axel Corti                      | Não indicado    |
| 1988 (61ª)      | Das weite Land                               |                             | Luc Bondy                       | Não indicado    |
| 1989 (62ª)      | Der Siebente Kontinent                       | O Sétimo Continente         | Michael Haneke                  | Não indicado    |
| 1990 (63ª)      | Requiem für Dominik                          |                             | Robert Dornhelm                 | Não indicado    |
| 1991 (64ª)      | I love Vienna                                |                             | Houchang Allahyari              | Não indicado    |
| 1992 (65ª)      | Benny's Video                                | O Vídeo de Benny            | Michael Haneke                  | Não indicado    |
| 1993 (66ª)      | Indien                                       |                             | Paul Harather                   | Não indicado    |
| 1994 (67ª)      | Ich gelobe                                   |                             | Wolfgang Murnberger             | Não indicado    |
| 1995 (68ª)      | Die Ameisenstraße                            |                             | Michael Glawogger               | Não indicado    |
| 1996 (69ª)      | Hannah                                       |                             | Reinhard Schwabenitzky          | Não indicado    |
| 1997 (70ª)      | Der Unfisch                                  |                             | Robert Dornhelm                 | Não indicado    |
| 1998 (71ª)      | Die Siebtelbauern                            |                             | Stefan Ruzowitzky               | Não indicado    |
| 1999 (72ª)      | Nordrand                                     |                             | Barbara Albert                  | Não indicado    |
| 2000 (73ª)      | Die Fremde                                   |                             | Götz Spielmann                  | Não indicado    |
| 2001 (74ª)      | La pianiste                                  | A Professora de Piano       | Michael Haneke                  | Não indicado    |
| 2002 (75ª)      | Gebürtig                                     |                             | Robert Schindel, Lukas Stepanik | Não indicado    |
| 2003 (76ª)      | Böse Zellen                                  |                             | Barbara Albert                  | Não indicado    |
| 2004 (77ª)      | Antares                                      |                             | Götz Spielmann                  | Não indicado    |
| 2005 (78ª)      | Caché                                        | Caché                       | Michael Haneke                  | Desclassificado |
| 2006 (79ª)      | Spiele Leben                                 |                             | Antonin Svoboda                 | Não indicado    |
| 2007 (80ª)      | Die Fälscher                                 | Os Falsários                | Stefan Ruzowitzky               | Oscar           |
| 2008 (81ª)      | Revanche                                     | Revanche                    | Götz Spielmann                  | Indicado        |
| 2009 (82ª)      | Ein Augenblick Freiheit                      |                             | Arash T. Riahi                  | Não indicado    |
| 2010 (83ª)      | La Pivellina                                 | Adorável Pivellina          | Tizza Covi, Rainer Frimmel      | Não indicado    |
| 2011 (84ª)      | Atmen                                        |                             | Karl Markovics                  | Não indicado    |
| 2012 (85ª)      | Amour                                        | Amor                        | Michael Haneke                  | Oscar           |
| 2013 (86ª)      | Die Wand                                     | A Parede                    | Julian Pölsler                  | Não indicado    |
| 2014 (87ª)      | Das finstere Tal                             | O Vale Sombrio              | Andreas Prochaska               | Não indicado    |
| 2015 (88ª)      | Goodnight Mommy                              | Boa Noite, Mamãe            | Veronika Franz, Severin Fiala   | Não indicado    |
| 2016 (89ª)      | Vor der Morgenröte                           | Stefan Zweig: Adeus, Europa | Maria Schrader                  | Não indicado    |
| 2017 (90ª)      | Happy End                                    | Happy End                   | Michael Haneke                  | Não indicado    |
| 2018 (91ª)      | The Waldheim Waltz                           |                             | Ruth Beckermann                 | Não indicado    |
| 2019 (92ª)      | Joy                                          |                             | Sudabeh Mortezai                | Desclassificado |
| 2020 (93ª)      | Was wir wollten                              | Quando a Vida Acontece      | Ulrike Kofler                   | Não indicado    |
| 2021 (94ª)      | Große Freiheit                               | Great Freedom               | Sebastian Meise                 | Pré-lista       |
| 2022 (95ª)      | Corsage                                      | Corsage                     | Marie Kreutzer                  | Pré-lista       |